# Carl Stamitz
Carl Philipp Stamitz (csehül: Karel Stamic), (Mannheim, 1745. május 7. – Jéna, 1801. november 9.) cseh származású német zeneszerző.

## Élete
Johann Wenzel Stamitz mannheimi udvari zenekari koncertmester fiaként született. Édesapja halála (1757) után már néhány évvel, 1762-ben a mannheimi udvari zenekar hegedűse lett. Később Angliában és Oroszországban tett hangversenykörutakat, majd 1785-ben letelepedett Párizsban. 1794-től ismét német területen, a jénai zenekarban működött karmesterként. 1801-ben hunyt el 56 éves korában.
Családja legtermékenyebb tagja volt: versenyműveket, kvartetteket, triókat, szonátákat, sinfonia concertantékat és szimfóniákat hagyott maga után.